# Diksha

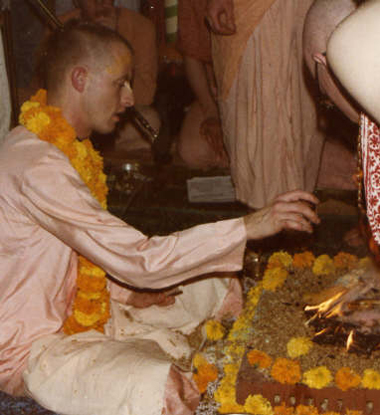
Satsvarupa das Goswami During ISKCON diksa ceremony in 1979.

Diksa (Sanskrit: दीक्षा em Devanagari, dīkṣā, Tamil: தீட்சை) também chamado Deeksha ou Deeksa no uso comum, traduzido como uma "preparação ou consagração para a cerimônia religiosa", é um mantra ou uma iniciação em religiões indianas, como o Hinduísmo, Budhismo e Jainismo. Diksa ocorre em uma cerimônia "um para um", e tipticamente inclui a assunção de uma séria disciplina espiritual. A palavra é derivada do termo sânscrito dā ("dar") mais kṣi ("destruir") ou alternativamente a partir da raiz do verbo dīkṣ ("consagrar"). Quando as mentes do guru e do discípulo se tornam uma, então diz-se que o discípulo foi iniciado pelo guru.
Vishnu Yamala (tantra) diz:
"O processo que confere divyam jnanam (conhecimento espiritual, transcendental) e destrói o pecado (pāpa), a semente do pecado e da ignorância, é chamado diksha pelas pessoas espirituais que viram a verdade (desikais tattva-kovidaih)."
Diferentes tradições e seitas tratam o diksa de várias maneiras. O Tantra menciona cinco tipos de iniciação ou diksa: a iniciação por um ritual ou samaya-diksa; o sparsa-diksa, uma iniciação ao toque, feita sem um ritual; '"vag-diksa é feita por palavra ou mantra; sambhavi-diksa é decorrente da percepção da aparência externa do guru, mano-diksa é quando a iniciação é feita na mente. Para os membros da ISKCON o primeiro diksa, ou iniciação harinama-diksa, é realizado como parte de um sacrifício onde grãos, frutas e ghee são colocados em uma fogueira. Na tradição de Lahiri Mahasaya, a iniciação no Kriya Yoga é entendida como Diksa. O Bengali santo Anandamayi Ma muitas vezes deu sparśa dīkṣā (toque divino) ou drik diksa (através de seu olhar), no qual ela concederia a śaktipāt'' (graça divina).
Outro tipo de diksa, em um ordem monástica, envolve um voto de celibato, a renúncia de todos os bens pessoais e de todos os direitos do mundo, inclusive os laços familiares. Diksha tem o mesmo significado no jainismo, onde é também chamado Charitra' ou' Mahanibhiskraman.
A iniciação no hinduísmo envolve realizar um dos vários rituais, dependendo da pessoa que está sendo iniciada e o grupo hindu envolvidos.